# Mary Celeste
El Mary Celeste (a menudo escrito incorrectamente como Marie Celeste) fue un bergantín mercante estadounidense que fue encontrado desierto y navegando a la deriva en el océano Atlántico, frente a las islas Azores, el 4 de diciembre de 1872. Fue encontrado por el bergantín canadiense Dei Gratia en buenas condiciones, sin nadie a bordo y muy lejos de donde debería encontrarse.
Sin embargo, estaba en buen estado para navegar, las velas estaban parcialmente desplegadas y faltaban los botes salvavidas. La última entrada en el cuaderno de bitácora estaba fechada diez días antes. La embarcación había salido de Nueva York con destino a Génova el 7 de noviembre y al momento del hallazgo todavía contaba con bastantes provisiones. Su carga de alcohol desnaturalizado estaba casi intacta y los objetos personales del capitán y de la tripulación permanecían en su sitio. Nunca más volvió a saberse nada de alguno de los tripulantes. 
El Mary Celeste fue construido en Spencer Island, Nueva Escocia, y se botó con registro británico en 1861 con el nombre de Amazon. Su propiedad y registro cambiaron a manos de un estadounidense en 1868, cuando adquirió su nuevo nombre y navegó sin incidentes hasta su viaje de 1872. En las audiencias de rescate realizadas en Gibraltar tras su recuperación, los oficiales de la corte consideraron varias posibilidades, entre ellas un posible motín de la tripulación, piratería por parte de la tripulación del Dei Gratia u otros, y conspiración para cobrar el seguro o realizar un rescate fraudulento. No se encontró evidencia convincente para respaldar estas teorías, pero las sospechas y las dudas motivaron que la recompensa que se estableció por el rescate fuera relativamente baja.
El carácter inconcluso de las audiencias ayudó a fomentar las especulaciones en cuanto a la naturaleza del misterio, y con el tiempo la historia se complicó con la adición de detalles falsos y fantasías. Entre las hipótesis manejadas está el efecto de los vapores de alcohol en la tripulación, un terremoto submarino, una tromba marina, el ataque de un calamar gigante o algún fenómeno paranormal.
Después de las audiencias de Gibraltar, el Mary Celeste continuó en servicio con nuevos propietarios. Su capitán lo destrozó deliberadamente cerca de la costa de Haití en 1885, en un intento de defraudar a la aseguradora. La historia de su abandono en 1872 ha sido narrada y dramatizada muchas veces en novelas, obras teatrales, documentales y películas, y el nombre de la nave se ha convertido en sinónimo de un abandono inexplicable.

## Antecedentes

### Amazon

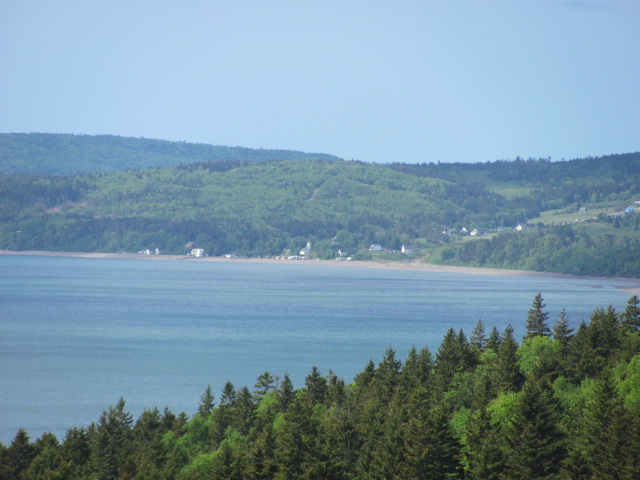
Spencer's Island, fotografía de 2011

La quilla del futuro Mary Celeste se plantó en los astilleros de Joshua Dewis en Spencer's Island, Nueva Escocia, a finales de 1860. El barco se construyó con madera talada en la localidad, con dos mástiles y aparejado como bergantín; con el casco estilo carabela —en el que los tablones del entarimado se colocan borde con borde en lugar de superpuestos—. Se botó el 18 de mayo de 1861 con el nombre de Amazon y se registró en la cercana localidad de Parrsboro el 10 de junio de ese año. Sus documentos de registro lo describieron como un barco de 30,3 m de eslora, 7,8 m de manga, 3,6 m de calado y 198,42 toneladas de registro bruto. Era propiedad de un consorcio local formado por nueve personas y encabezado por Dewis; entre los copropietarios estaba Robert McLellan, el primer capitán del barco.

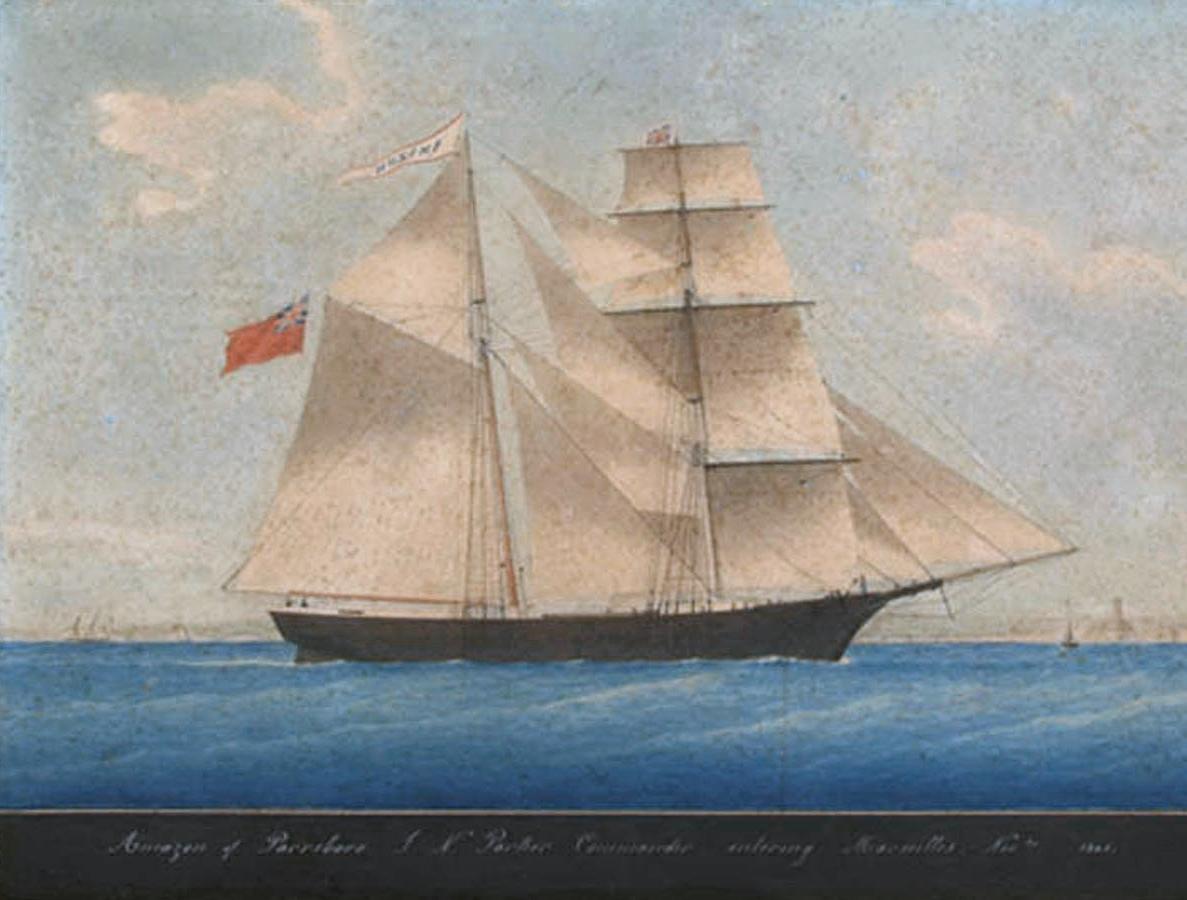
Pintura anónima del Mary Celeste, durante su servicio bajo el nombre Amazon

En su primer viaje en junio de 1861, el Amazon navegó a Five Islands para recoger un cargamento de madera que cruzaría el Atlántico con destino a Londres.  Después de supervisar la carga del barco, el capitán McLellan cayó enfermo; su condición empeoró y el Amazon regresó a Spencer's Island, donde McLellan murió el 19 de junio. John Nutting Parker asumió el cargo de capitán y reanudó el viaje a Londres, en el transcurso del cual el Amazon se enfrentó a más desventuras. Colisionó con el equipo de pesca en el estrecho de Eastport, Maine, y después de salir de Londres chocó con un velero en el canal de la Mancha y lo hundió.
Parker permaneció al mando por dos años. Durante ese tiempo trabajó principalmente en el comercio con las Indias Occidentales. Cruzó nuevamente el Atlántico con rumbo a Francia en noviembre de 1861. En Marsella, el Amazon fue el tema principal de una pintura, posiblemente de Honoré de Pellegrin, un conocido artista de temas marítimos de la Escuela de Marsella. A Parker lo sucedió William Thompson en 1863, quien permaneció al mando hasta 1867. Esos fueron años tranquilos; un oficial del Amazon recordaría más tarde: «Fuimos a las Indias Occidentales, Inglaterra y el Mediterráneo —lo que llamamos el comercio extranjero—. No sucedió algo inusual». El barco fue arrastrado a tierra por una tormenta en octubre de 1867, en la isla de Cabo Bretón, y quedó tan gravemente dañado que sus propietarios lo consideraron perdido. Alexander McBean, de Glace Bay, Nueva Escocia, lo adquirió como derelicto el 15 de octubre.

### Nuevos dueños, nuevo nombre
McBean vendió el navío a un empresario local, quien se lo vendió a Richard W. Haines —un marinero de Nueva York— en noviembre de 1868. Haines pagó 1750 dólares por el buque y luego gastó 8825 en la restauración. Se convirtió en su capitán y lo registró como embarcación estadounidense con el recaudador de impuestos de aduana de Nueva York en diciembre de 1868, con el nombre de Mary Celeste.
La nave fue confiscada por los acreedores de Haines en 1869 y vendida a un consorcio de Nueva York encabezado por James H. Winchester. Durante los siguientes tres años la composición del consorcio cambió varias veces. No obstante, Winchester conservó por lo menos la mitad de este. No existe registro de actividades comerciales del Mary Celeste durante este período. La nave recibió un importante reacondicionamiento en 1872, con un coste de 10 000 dólares, que la amplió considerablemente. Su longitud se incrementó a 103 pies (31 m), su amplitud a 25,7 pies (7,8 m) y su profundidad a 16,2 pies (4,9 m).  Entre los cambios estructurales se añadió una segunda cubierta; el informe de un inspector hace referencia a la extensión de la cubierta de popa, al espejo de popa nuevo y el reemplazo de muchas vigas. El trabajo incrementó el tonelaje de la nave a 282,28. El 29 de octubre de 1872, el consorcio estaba formado por Winchester con seis doceavos de la propiedad, dos inversionistas menores con una doceava parte cada uno y el resto en posesión del nuevo capitán, Benjamin Spooner Briggs.

### Capitán Briggs y su tripulación

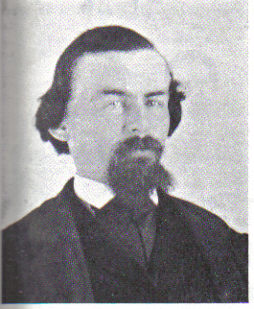
Fotografía del capitán Benjamin Briggs

Benjamin Briggs nació el 24 de abril de 1835 en Wareham, Massachusetts, y fue uno de los cinco hijos del capitán Nathan Briggs. Cuatro de ellos se dedicaron al mar y dos llegaron a ser capitanes. Benjamin era un cristiano devoto que leía la Biblia con regularidad y a menudo daba testimonio de su fe en las reuniones de oración. Se casó con su prima Sarah Elizabeth Cobb en 1862 y disfrutaron de una luna de miel por el Mediterráneo a bordo de su goleta Forest King. Tuvieron dos hijos: Arthur en septiembre de 1865 y Sophia Matilda en octubre de 1870.
Briggs había alcanzado una alta posición dentro de su profesión para el momento del nacimiento de Sophia. Sin embargo estaba considerando retirarse para dedicarse a los negocios con Oliver, uno de sus hermanos marineros que se había cansado de la vida errante. No llevaron a cabo su proyecto; en vez de ello cada uno invirtió sus ahorros en adquirir parte de un barco: Oliver en el Julia A. Hallock y Benjamin en el Mary Celeste. Benjamin tomó el mando del Mary Celeste para su primer viaje, después de su extensa remodelación en octubre de 1872, con destino a Génova, Italia. Había hecho arreglos para que lo acompañaran su esposa y su hija, mientras que su hijo en edad escolar se quedó en casa con su abuela para asistir a la escuela.
Briggs eligió la tripulación para este viaje con cuidado. El primer oficial, Albert G. Richardson, estaba casado con una sobrina de Winchester y había navegado antes a las órdenes de Briggs. El segundo oficial, Andrew Gilling, tenía alrededor de 25 años y era de ascendencia danesa, aunque había nacido en Nueva York. El sobrecargo, el recién casado Edward William Head, fue recomendado personalmente por Winchester. Los cuatro marineros eran todos alemanes de las islas Frisias: los hermanos Volkert y Boz Lorenzen, Arian Martens y Gottliebo Goudschaal. Un testimonio posterior los describió como «marineros pacíficos y de primera clase». Briggs se declaró notablemente satisfecho con la nave y la tripulación en una carta que le escribió a su madre poco antes de la travesía. Sarah Briggs le informó a su madre que la tripulación parecía competente, «[...] si siguen como han comenzado».

## Abandono

### Salida de Nueva York

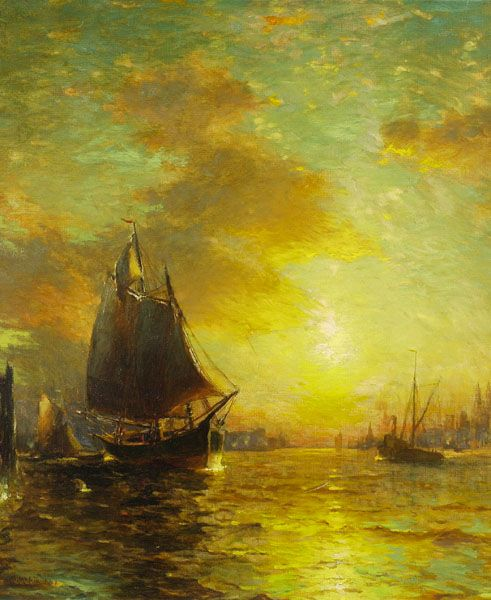
Pintura de George McCord del puerto de Nueva York en el siglo xix

Briggs llegó al muelle n.º 50 en el East River de Nueva York el 20 de septiembre de 1872, para supervisar la estiba de la carga, que consistía en 1701 barriles de alcohol desnaturalizado tóxico. Una semana más tarde se le unieron su esposa y su hija. Briggs le escribió a su madre el domingo 3 de noviembre; en la misiva le comentó que tenía que salir el martes y agregó: «Nuestra embarcación tiene una presencia hermosa y espero que tengamos un buen trayecto».
La mañana del martes 5 de noviembre, el Mary Celeste zarpó del muelle y se movió a través del puerto de Nueva York. El tiempo era incierto y Briggs decidió esperar mejores condiciones; ancló la nave justo fuera de Staten Island, donde Sarah aprovechó el retraso para enviar una última carta a su suegra, en la que escribió: «Dile a Arthur que tendré una enorme dependencia de las cartas que espero recibir de él y que intentaré recordar todo aquello que suceda en el viaje que pueda complacerle escuchar». El 7 de noviembre, cuando el tiempo mejoró, el Mary Celeste dejó el puerto hacia el océano Atlántico.
Mientras el Mary Celeste se disponía a navegar, otro bergantín, el canadiense Dei Gratia, permanecía en la cercana ciudad de Hoboken, Nueva Jersey, en espera de un cargamento de petróleo con destino a Génova vía Gibraltar. Su capitán, David Morehouse, y su primer oficial, Oliver Deveau, eran marinos de Nueva Escocia sumamente experimentados y respetados. Como capitanes con intereses comunes es probable que Morehouse y Briggs se conocieran entre sí, aunque fuera casualmente. Algunos relatos afirman que eran amigos cercanos y que la noche previa a la salida del Mary Celeste cenaron juntos, pero la evidencia de esta aseveración se limita a los recuerdos de la viuda de Morehouse cincuenta años después del evento. El Dei Gratia partió para Gibraltar el 15 de noviembre, ocho días después de la salida del Mary Celeste, siguiendo la misma ruta.

### Abandono voluntario delMary Celeste
El Dei Gratia alcanzó las coordenadas 38°20′N 17°15′O / 38.333, -17.250, a medio camino entre las Azores y la costa de Portugal, aproximadamente a las 13:00 del miércoles 4 de diciembre de 1872 tiempo de tierra —jueves 5 de diciembre tiempo de mar—. Mientras el capitán Morehouse estaba en cubierta, el timonel informó de la presencia de un barco a unas 6 millas (9,7 kilómetros) de distancia, que se dirigía con rumbo vacilante hacia el Dei Gratia. Los movimientos erráticos y la disposición extraña de sus velas llevaron a Morehouse a sospechar que algo andaba mal. Como las naves estaban cerca pudo ver que no había nadie en cubierta y no recibió respuesta a sus señales, así que envió en un bote a Deveau y al segundo oficial John Wright para que investigaran. Por el nombre en la popa los marineros se dieron cuenta de que se trataba del Mary Celeste; luego subieron a bordo y encontraron la nave desierta. Las velas, parcialmente desplegadas, estaban en pobres condiciones, faltaban algunas secciones y gran parte de los aparejos estaba dañada, con las sogas colgando libremente a los lados. La cubierta de la escotilla principal estaba asegurada, pero las escotillas de la proa y del lazareto estaban abiertas; sus tapas estaban cerca de ellas en la cubierta. Faltaba el único bote salvavidas, una pequeña yola que aparentemente se guardaba encima de la escotilla principal, y la bitácora que alojaba la brújula había sido movida de su sitio y la cubierta de cristal estaba rota. Tenía aproximadamente 3,5 pies (1,1 m) de agua en la bodega, una cantidad significativa pero no alarmante para un barco de ese tamaño. Una varilla de sondeo improvisada —un dispositivo para medir la cantidad de agua en la bodega— se encontró abandonada en la cubierta.
La última entrada en el cuaderno de bitácora de la nave, que encontraron en la cabina del primer oficial, estaba fechada a las 8:00 horas del 25 de noviembre, nueve días antes. Registraba la posición del Mary Celeste en ese entonces como 37°01′N 25°01′O / 37.017, -25.017, cerca de la isla de Santa María en las Azores —casi a 400 millas náuticas (740 kilómetros) del punto donde el Dei Gratia encontró la embarcación—. Deveau descubrió que los interiores de la cabina estaban húmedos y desordenados por el agua que había entrado por las puertas y los tragaluces, pero en cierta forma las cosas tenían un orden razonable. En la cabina de Briggs, Deveau encontró algunas pertenencias esparcidas, incluyendo una espada en su funda que estaba debajo de la cama, pero la mayoría de los papeles de la embarcación estaban perdidos junto con los instrumentos de navegación del capitán. El equipo de cocina estaba guardado cuidadosamente y no había comida preparada o en preparación, pero sí bastantes provisiones en las alacenas. No descubrieron muestras evidentes de fuego o violencia; la evidencia indicaba que abandonaron la nave de forma ordenada en el bote que faltaba.
Deveau regresó al Dei Gratia para reportar sus hallazgos a Morehouse, quien decidió llevar el derelicto a Gibraltar, ubicado a 600 millas náuticas (1100 kilómetros) de distancia. Según el derecho marítimo, quien rescataba una embarcación podía esperar una participación sustancial del valor total de lo rescatado, nave y carga; la recompensa exacta dependía del grado de peligro inherente en la recuperación. Morehouse dividió la tripulación de ocho hombres del Dei Gratia entre los dos barcos; envió a Deveau y dos marineros experimentados al Mary Celeste, mientras que él y otros cuatro permanecieron en el Dei Gratia. El tiempo estuvo relativamente en calma durante la mayor parte del camino a Gibraltar, pero con ambas naves sin personal suficiente el progreso era lento. El Dei Gratia llegó a Gibraltar el 12 de diciembre de 1872 y el Mary Celeste, que había encontrado niebla, llegó a la mañana siguiente. La embarcación fue incautada de inmediato por el Tribunal del Vicealmirantazgo, en preparación para la audiencia de rescate. Deveau le escribió a su esposa que el calvario de llevar la nave fue tal que «apenas puedo decir de qué estoy hecho, pero no me importa siempre que llegue a salvo. Me pagarán bien por lo del Mary Celeste».

## Audiencias de rescate de Gibraltar

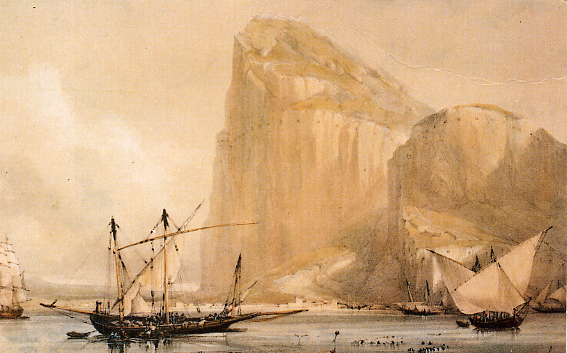
Gibraltar en el

Las audiencias de rescate comenzaron en Gibraltar el 17 de diciembre de 1872, encabezadas por el juez James Cochrane, presidente de la Suprema Corte del Vicelamirantazgo. Frederick Solly-Flood era el fiscal general, además de abogado y procurador de la reina en la oficina del Almirantazgo. Solly-Flood fue descrito por un especialista en el caso del Mary Celeste como un hombre «cuya arrogancia y ostentación eran inversamente proporcionales a su cociente intelectual» y como «[...] el tipo de hombre que, una vez que se formaba una opinión acerca de algo, no podías hacerlo cambiar de idea». Los testimonios de Deveau y Wright indujeron al fiscal a pensar que se había cometido un delito, creencia difundida por la publicación Shipping and Commercial List de Nueva York el 21 de diciembre: «La conclusión es que hubo algún tipo de juego sucio y que el alcohol es la verdadera causa de todo».
Solly-Flood ordenó un análisis del Mary Celeste el 23 de diciembre, que fue realizado por John Austin, inspector de embarques, con la ayuda del buzo Ricardo Portunato. Austin observó cortes a cada lado de la proa, causados, según él, por un instrumento afilado, y encontró probables rastros de sangre en la espada del capitán. Su informe hizo hincapié en que la nave no parecía haber sido afectada por condiciones climáticas adversas y citó que había encontrado un frasco de aceite de máquina de coser en posición vertical en su lugar. Austin no admitió la posibilidad de que el frasco podía haber sido recolocado después del abandono, ni tampoco el tribunal se planteó este punto. El informe de Portunato sobre el casco concluyó que la nave no había estado implicada en una colisión y tampoco había encallado. Una nueva inspección realizada por un grupo de capitanes de la Marina Real apoyó la opinión de Austin de que los cortes en la proa habían sido causados deliberadamente. También descubrieron manchas que podían ser de sangre en un lado de la borda, junto con una marca profunda causada posiblemente por un hacha. Estos hallazgos fortalecieron las sospechas de Solly-Flood de que la maldad humana, más que un desastre natural, estaba detrás del misterio. Envió los informes a la Cámara de Comercio de Londres el 22 de enero de 1873, añadiendo su propia conclusión de que la tripulación había tomado el alcohol —ignoraba que no era potable— y asesinó a la familia Briggs y a los oficiales de la nave en medio del desenfreno de la borrachera. Que habían hecho cortes en la proa para simular una colisión y después huyeron en la yola para sufrir un destino desconocido. El fiscal pensaba que Morehouse y sus hombres escondían algo, específicamente que el Mary Celeste había sido abandonado en un lugar más hacia el este y que el registro había sido manipulado. No podía aceptar que hubiera llegado tan lejos sin tripulación.
James Winchester llegó a Gibraltar el 15 de enero para averiguar si el Mary Celeste podría ser liberado para entregar su carga. Solly-Flood exigió una fianza de 15 000 dólares, dinero con el que Winchester no contaba. Se dio cuenta de que el fiscal pensaba que él podía haber contratado deliberadamente a la tripulación que mató a Briggs y a sus oficiales, como parte de alguna conspiración. El 29 de enero, durante una serie de bruscos intercambios con Solly-Flood, Winchester atestiguó sobre el elevado carácter moral de Briggs e insistió en que no hubiera abandonado la nave excepto en una situación extrema. La teoría del fiscal sobre un posible motín y asesinato recibió un importante revés después de que el análisis científico de las manchas en la espada y en otras partes de la embarcación demostrara que no se trataba de sangre. Solly-Flood recibió un segundo golpe a consecuencia del informe del examen realizado por el capitán Shufeldt, de la Armada de los Estados Unidos, por encargo de Horatio Sprague, el cónsul estadounidense en Gibraltar. En opinión de Shufeldt, las marcas en la proa no fueron hechas por la mano del hombre, sino que provenían de la acción natural del mar sobre la madera.
Sin nada concreto para apoyar sus sospechas, el 25 de febrero, Solly-Flood liberó, a regañadientes, el barco de la jurisdicción del tribunal. Dos semanas más tarde, con una tripulación local liderada por el capitán George Blatchford, de Massachusetts, la nave abandonó Gibraltar rumbo a Génova. El asunto del pago por el rescate se decidió el 8 de abril, cuando Cochrane anunció una recompensa de 1700 libras, aproximadamente una quinta parte del valor total de la nave y la carga. Fue una cifra muy inferior a las expectativas generales; un experto en la materia opinó que la recompensa debía haber sido dos o incluso tres veces esa cantidad, dado el nivel de riesgo que implicó llevar el barco abandonado al puerto. Las últimas palabras de Cochrane fueron duramente críticas con Morehouse, por su decisión de enviar el Dei Gratia, comandado por Deveau, a entregar su cargamento de petróleo antes de la audiencia —a pesar de que Morehouse permaneció en Gibraltar a disposición de la corte—. El tono de Cochrane parecía implicarlo en la comisión de un delito, lo que aseguró, según Hicks, que Morehouse y su tripulación «[...] estuvieran bajo sospecha en el tribunal de la opinión pública para siempre».

## Soluciones propuestas

### Juego sucio
Aunque la evidencia presentada en Gibraltar no apoyó la teoría de asesinato y conspiración de Solly-Flood, la suposición de juego sucio persistió. Por un breve tiempo se sospechó un probable fraude a la aseguradora por parte de Winchester, con base en la aseveración de un periódico que publicó que el Mary Celeste había sido asegurado por una suma excesiva. Winchester pudo refutar estas acusaciones y las compañías que expidieron las pólizas no iniciaron ninguna investigación. Un artículo de Quarterly Review publicado en 1931 sugirió que Morehouse podría haber estado a la espera del Mary Celeste y luego atrajo a Briggs y su tripulación a bordo del Dei Gratia y los mató allí. Paul Begg, en su crónica del misterio, comenta que esta teoría ignora hechos indiscutibles: El Dei Gratia dejó Nueva York ocho días después que el Mary Celeste; además era una embarcación más lenta y no hubiera podido alcanzarlo antes de que llegara a Gibraltar. Otra teoría postula que Briggs y Morehouse eran socios en una conspiración para compartir la remuneración por el rescate. La posible amistad no documentada entre los dos capitanes ha sido citada para convertir este supuesto plan en una explicación plausible. Hicks señala que, «si Morehouse y Briggs habían planeado realizar tal estafa, no habrían ideado un misterio que llamara tanto la atención» y también pregunta por qué Briggs dejaría a su hijo Arthur en casa si pensaba desaparecer permanentemente.
Otras teorías de juego sucio sugieren la posibilidad de un ataque de piratas rifeños, que eran activos en la costa de Marruecos en la década de 1870. Charles Edey Fay, en su libro de 1942, comenta que los piratas habrían saqueado el barco; sin embargo, las posesiones personales del capitán y la tripulación, algunas de gran valor, permanecieron en su sitio. En 1925, el historiador John Gilbert Lockhart conjeturó que Briggs, en un ataque de manía religiosa, había sacrificado a todas las personas a bordo y luego se suicidó. En una posterior edición de su libro, Lockhart, quien para entonces había tenido comunicación con los descendientes de Briggs, se disculpó y se retractó de esta teoría.

### Bote salvavidas
En opinión de Cobb, la transferencia del personal a la yola pudo haberse planeado como medida de seguridad temporal. Especuló, con base en el informe de Deveau, sobre el estado de los aparejos y cabos; que la driza principal se utilizó para sujetar la yola a la nave, para permitir al grupo volver a bordo cuando el peligro hubiera pasado. Sin embargo, si el cabo se rompió posteriormente, el Mary Celeste habría navegado a la deriva vacío, dejando a la yola zozobrar con sus ocupantes. Begg señala la falta de lógica de atar la yola para sujetarla a un buque que la tripulación creía que estaba a punto de explotar o hundirse, mientras que el escritor moderno Macdonald Hastings pregunta si Briggs, un capitán experimentado, habría abandonado la nave preso del pánico cuando, «si el Mary Celeste hubiera tenido dañadas sus vigas, aun así sería una mejor apuesta por la supervivencia que el bote salvavidas». Si esto fue lo que ocurrió, dice Hastings, Briggs «[...] actuó como un tonto; peor todavía, como un tonto aterrado».

### Fenómenos naturales

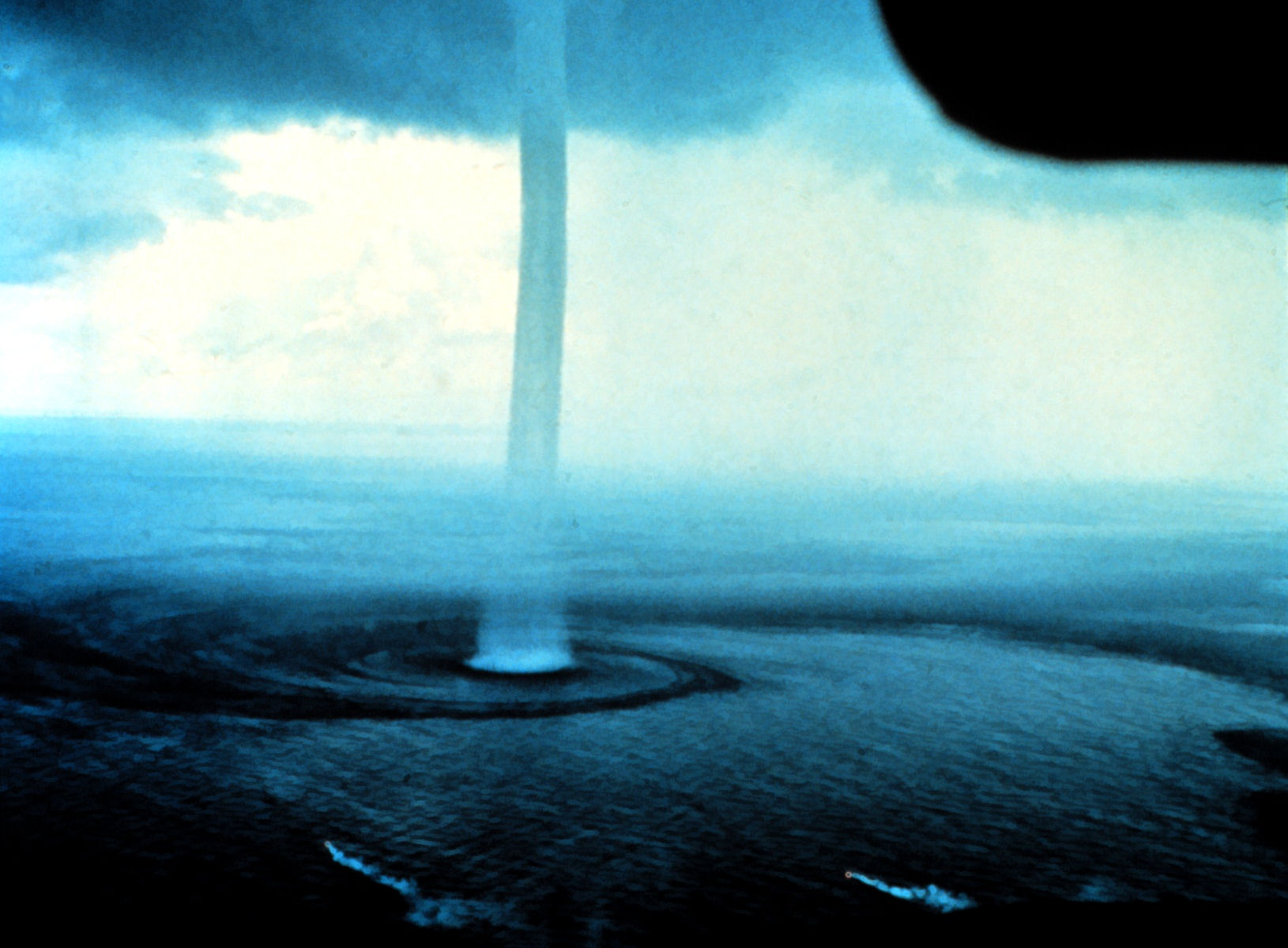
Una manga de agua fotografiada en Florida en 1969. El golpe de una manga de agua se ha ofrecido como una posible solución al misterio del Mary Celeste

Los especialistas en general están de acuerdo en que para precipitar tal curso de acción, como el abandono de una nave aparentemente en buen estado para navegar y con suficientes provisiones, debe haber surgido alguna circunstancia extraordinaria y alarmante. En su testimonio para la investigación, Deveau aventuró una explicación basada en la varilla de sondeo encontrada en la cubierta; sugirió que Briggs abandonó la nave después de un sondeo que, debido a un mal funcionamiento de las bombas o algún otro percance, había dado la falsa impresión de que el buque se estaba llenando de agua rápidamente. Las últimas anotaciones en el cuaderno de bitácora del Mary Celeste indicaban que se enfrentaban a mar gruesa; este hecho y la imposibilidad de achicar agua de la bodega pudo hacer tomar al capitán Briggs la decisión de abandonar repentinamente el barco en un bote salvavidas rumbo a la cercana isla de Santa María (Azores).
Otra opción puede ser el severo golpe de una manga de agua o tornado marino; ello podría explicar la cantidad de agua en el interior de la nave y el estado irregular de su aparejo y velas. La baja presión barométrica generada por la tromba podría haber conducido agua de las sentinas a las bombas, llevando a la tripulación a asumir que la nave tenía más agua de la que realmente había y que estaba en peligro de hundirse.
Otras explicaciones propuestas son la posible aparición de un iceberg, el miedo a encallar y un maremoto repentino. La evidencia hidrográfica sugiere que un iceberg a la deriva en un área tan al sur era improbable, y si hubiera sido así otras naves lo habrían visto. Begg toma más en consideración la teoría de que el Mary Celeste, mientras estaba inmóvil, comenzó a navegar a la deriva hacia el arrecife de Dollabarat cerca de la isla de Santa María. La teoría supone que Briggs, temiendo que su nave encallara, puso en marcha la yola con la esperanza de llegar a tierra. El viento podría haber arrastrado al Mary Celeste lejos del arrecife, mientras que la marea creciente inundó y hundió la yola. La debilidad de esta teoría es que si la nave estaba inmóvil, todas las velas habrían estado desplegadas para aprovechar el viento disponible; sin embargo, la nave se encontró con muchas de sus velas enrolladas.
Un terremoto en el fondo del mar —un maremoto— pudo haber causado suficiente turbulencia en la superficie para dañar parte de la carga del Mary Celeste liberando vapores tóxicos. El temor de una inminente explosión plausiblemente podría haber llevado a Briggs a decidir el abandono del buque; las escotillas descubiertas sugieren que hubo una inspección o un intento de airear el área. El New York World del 24 de enero de 1886 llamó la atención sobre la explosión de un barco que transportaba alcohol. El mismo periódico, en su ejemplar del 9 de febrero de 1913, mencionó la posibilidad de que una filtración de alcohol a través de unos barriles porosos fuera la fuente de gases que pudieron haber provocado la amenaza de una inminente explosión en la bodega del Mary Celeste. Oliver Cobb, primo del capitán Brigss, era un fuerte partidario de esta teoría que provee un escenario suficientemente alarmante —estruendos en la bodega, el olor del escape de los gases y la posibilidad de una explosión— para que el capitán ordenara la evacuación de la nave. En su prisa por abandonar la nave antes de que explotara, Briggs tal vez no aseguró debidamente la yola al cabo de remolque. Una brisa repentina pudo haber arrastrado la nave lejos de los ocupantes de la yola, dejándolos sucumbir a merced de los elementos. La ausencia de daños causados por explosión y el buen estado general de la carga al momento del descubrimiento tienden a debilitar esta teoría. Andrea Sella, un químico del University College de Londres, llevó a cabo un experimento para el canal 5 de la televisión británica en 2006; sus resultados ayudaron a revivir la teoría de la explosión. Sella construyó un modelo de la bodega, con cajas de cartón representando los barriles. Utilizando gas butano creó una explosión que causó una gran estallido y una bola de fuego, pero, contrariamente a la expectativa, sin daño por fuego dentro de la réplica de la bodega. «Lo que creamos fue una explosión tipo onda de presión. Hubo una espectacular ola de fuego, pero, tras ella, hubo aire relativamente fresco. No quedaron rastros de hollín y no hubo llamas o daño por calor».

## Mitos y falsas historias

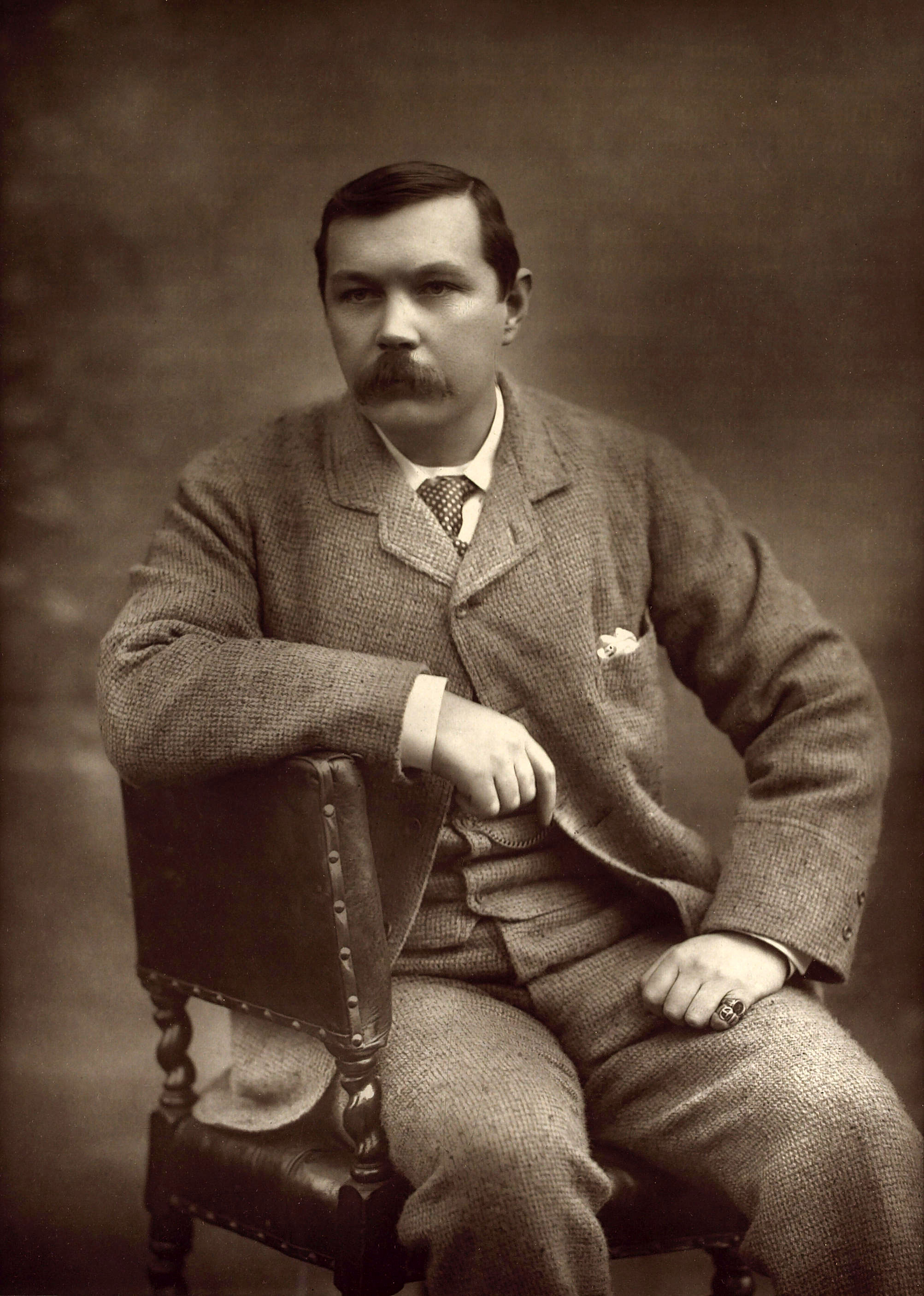
El joven Arthur Conan Doyle, cuya historia corta «J. Habakuk Jephson's Statement» de 1884 contribuyó mucho a difundir los mitos del Mary Celeste

En las décadas siguientes la realidad y la ficción se entrelazaron. En junio de 1883, Los Angeles Times relató la historia del Mary Celeste con detalles inventados: «Cada vela estaba desplegada, la caña del timón golpeteaba velozmente, ningún cabo estaba fuera de lugar [...] El fuego ardía en la cocina. La cena estaba sin probar y apenas fría [...] el registro [estaba] escrito hasta la hora de su descubrimiento». Veinte años después, en noviembre de 1906, el Overland Monthly and Out West Magazine afirmó que encontraron al Mary Celeste a la deriva frente a las islas de Cabo Verde, unas 1400 millas náuticas (2600 kilómetros) al sur de su ubicación real. Entre muchas imprecisiones, el primer oficial «era un hombre llamado Briggs» y había pollos vivos a bordo.
El relato más influyente, que según muchos analistas aseguró que el asunto del Mary Celeste jamás se olvidara, fue una historia corta que apareció en la edición de enero de 1884 del Cornhill Magazine. Fue uno de los primeros trabajos de Arthur Conan Doyle, entonces cirujano de un barco que contaba con 25 años de edad. La historia de Conan Doyle, titulada «J. Habakuk Jephson's Statement», no se adhirió a los hechos. Retituló el barco como Marie Celeste, el nombre del capitán era J. W. Tibbs, el viaje fatal tuvo lugar en 1873 y fue de Boston a Lisboa. La nave llevaba pasajeros, entre ellos Jephson. En la historia, otro pasajero, un fanático llamado Septimus Goring que sentía odio por la raza blanca, sobornó a los miembros de la tripulación para asesinar a Tibbs y llevar el barco a las costas de África occidental. Después asesinó al resto de la comitiva excepto a Jephson, que fue respetado porque poseía un encanto mágico que era admirado por Goring y sus cómplices. Doyle no pensaba que su historia fuera tomada en serio, pero Sprague, que todavía era cónsul de Estados Unidos en Gibraltar, quedó lo suficientemente intrigado para preguntar si alguna parte de la historia podría ser verdad.
The Strand Magazine publicó el relato de otro presunto sobreviviente en 1913, un tal Abel Fosdyk, supuestamente sobrecargo del Mary Celeste. En esta versión todas las personas que iban a bordo —excepto Fosdyk— se ahogaron o fueron devorados por tiburones, después del colapso de una plataforma provisional donde la gente se colocó para observar un concurso de natación en el mar. A diferencia de la narración de Doyle, la revista propuso esta historia como una solución seria al enigma; sin embargo el relato contenía muchos errores básicos: utilizaba el apellido Griggs en vez de Briggs y Boyce en vez de Morehouse, describió a la hija de Briggs como una niña de siete años en lugar de los dos años de edad que realmente tenía, afirmaba que la tripulación estaba formada por trece personas y mostraba una total ignorancia del lenguaje náutico. Muchas personas creyeron un fraude literario de la década de 1920, perpetrado por un escritor irlandés, Laurence J. Keating. De nuevo presentaba el relato de un sobreviviente, un tal John Pemberton, y contaba una compleja historia de asesinato, locura y connivencia con el Dei Gratia, pero también incurría en varios errores, utilizaba el nombre que Doyle le otorgó al barco —Marie Celeste— y equivocaba el nombre de personajes clave de la tripulación. A pesar de los fallos, la historia se contó de forma tan convincente que el New York Herald Tribune del 26 de julio de 1926 opinó que se trataba de una verdad indiscutible.  Hastings describe el engaño de Keating como «[...] un truco descarado, [creado] por un hombre sin capacidad creativa».
El Daily Express publicó una historia escrita por un héroe de guerra retirado de la marina, el capitán R. Lucy, cuyo informante era supuestamente un antiguo contramaestre del Mary Celeste —aunque no existía asiento de tal persona en la lista registrada de la tripulación—. En esta narración Briggs y su tripulación son presentados como depredadores que encuentran durante la travesía un vapor abandonado, el cual abordan y encuentran desierto con una reserva de oro y plata en su caja fuerte por valor de 3500 libras. Deciden dividir el dinero, abandonar el Mary Celeste y buscar nuevas vidas en España, a donde llegan usando los salvavidas del vapor. Hastings considera sorprendente que una historia tan poco probable fuera ampliamente aceptada por un tiempo; los lectores, dice «[...] fueron engañados por la magia del [material] impreso».
El Chambers's Journal del 17 de septiembre de 1904, sugirió que el personal completo del Mary Celeste fue atrapado uno a uno por un pulpo o calamar gigante. De acuerdo con el Museo de Historia Natural de Londres, un calamar gigante o Architeuthis dux puede llegar a medir 15 metros de longitud y se sabe que han atacado embarcaciones. Begg comenta que mientras que podría ser concebible que una criatura de este tipo atrapara a alguien de la tripulación, difícilmente podría tomar la yola y los instrumentos de navegación del capitán. Otras explicaciones implican la intervención paranormal; una edición sin fecha del British Journal of Astrology describe la historia del Mary Celeste como «[...] una experiencia mística, conectada, mediante procesos de razonamiento más allá del poder de la comprensión humana ordinaria, con la Gran Pirámide de Giza, el continente perdido de Atlántida y el israelismo británico». También se ha invocado al triángulo de las Bermudas, a pesar de que el Mary Celeste fue abandonado en una parte totalmente diferente del Atlántico. Fantasías similares consideraron la teoría de una posible abducción por extraterrestres en platillos voladores.

## Historia posterior y último viaje delMary Celeste

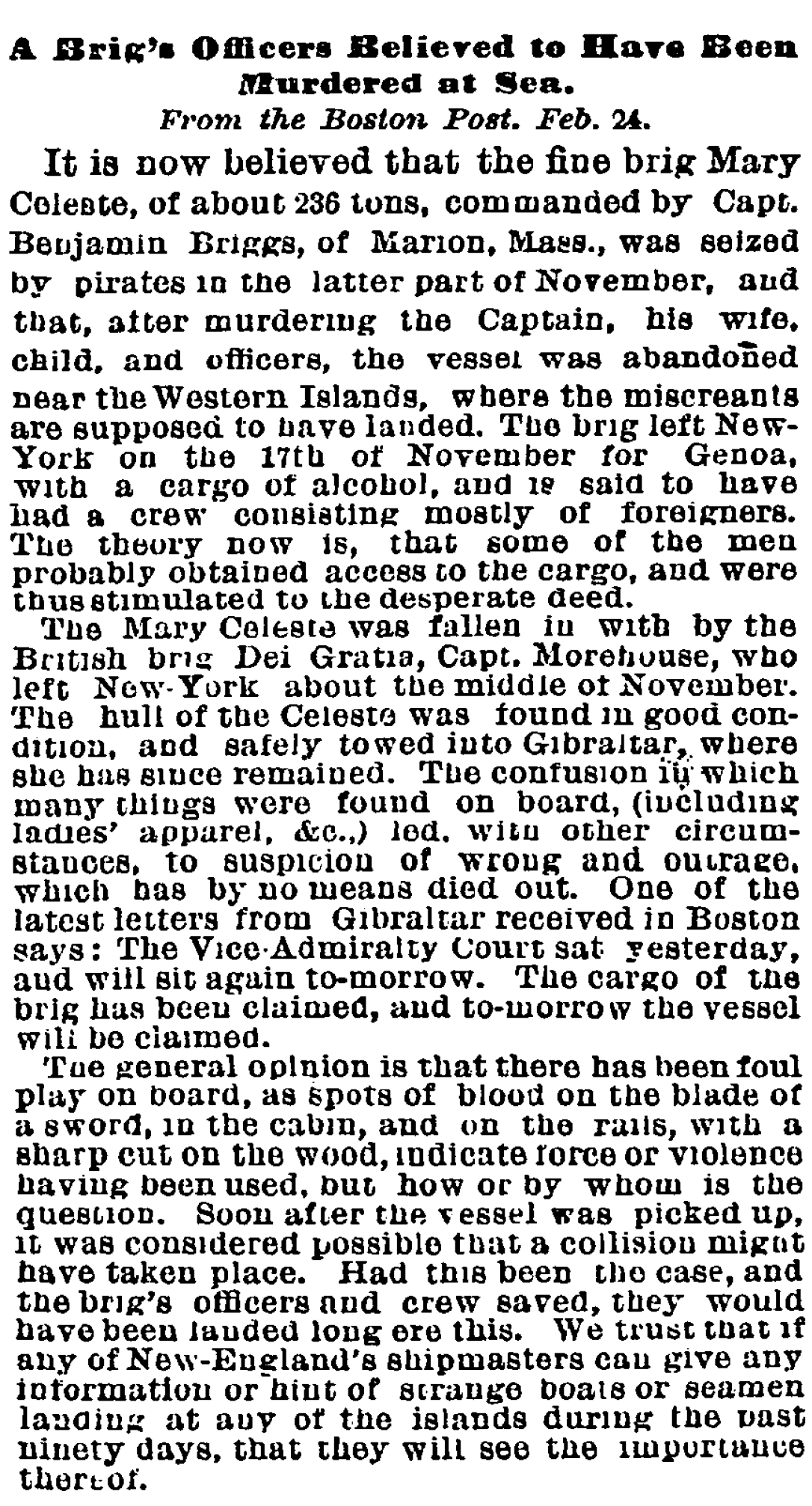
«A Brig's Officers Believed to Have Been Murdered at Sea», título de un artículo periodístico publicado en el New York Times el

El Mary Celeste salió de Génova el 26 de junio de 1873 y llegó a Nueva York el 19 de septiembre. Las audiencias de Gibraltar, junto con los artículos periodísticos que hablaban de derramamiento de sangre y asesinato, lo convirtieron en un barco impopular; Hastings cuenta que «[se] deterioraba en muelles donde nadie lo quería». El consorcio vendió la nave a una asociación de empresarios de Nueva York en febrero de 1874, con una pérdida considerable.
Con los nuevos propietarios, el Mary Celeste navegó principalmente por la ruta de las Indias Occidentales y el océano Índico, regularmente con pérdidas económicas. Los detalles de sus movimientos aparecían de vez en cuando en las noticias de embarques; en febrero de 1879 se informó de su presencia en la isla de Santa Elena, donde arribó en busca de ayuda médica para su capitán, Edgar Tuthill, quien se encontraba enfermo. Tuthill murió en la isla y su deceso fomentó la idea de que la nave estaba maldita, ya que fue el tercer capitán que murió prematuramente. Los dueños vendieron el Mary Celeste a una asociación de bostonianos encabezada por Wesley Gove en febrero de 1880. El nuevo capitán, Thomas L. Fleming, permaneció en el cargo hasta agosto de 1884, cuando fue reemplazado por Gilman C. Parker. Durante estos años, el puerto de registro de la nave cambió varias veces antes de volver a Boston. Sus viajes durante esa época no están documentados, aunque Brian Hicks afirma que Gove se esforzó en asegurar que fuera productivo.
El capitán Parker conspiró con un grupo de transportistas de Boston en noviembre de 1884, llenaron el Mary Celeste con una carga inútil en su mayor parte, pero falsearon el manifiesto de la nave declarando que llevaban bienes valiosos y los aseguraron por 30 000 dólares (equivalente a 800 000 dólares en 2015). El 16 de diciembre, Parker partió hacia Puerto Príncipe, la capital y principal puerto de Haití. El 3 de enero de 1885, el Mary Celeste se acercó al puerto por el canal entre la isla de Guanaba y la península de Tiburón, donde se sitúa un arrecife de coral grande y bien documentado, el banco de Rochelois. Parker lo dirigió deliberadamente hacia el arrecife, rasgando la parte inferior y arruinándolo irremediablemente. El capitán y su tripulación remaron hacia tierra, donde Parker vendió la carga salvable al cónsul estadounidense por 500 dólares e inició la reclamación al seguro por el valor supuesto.

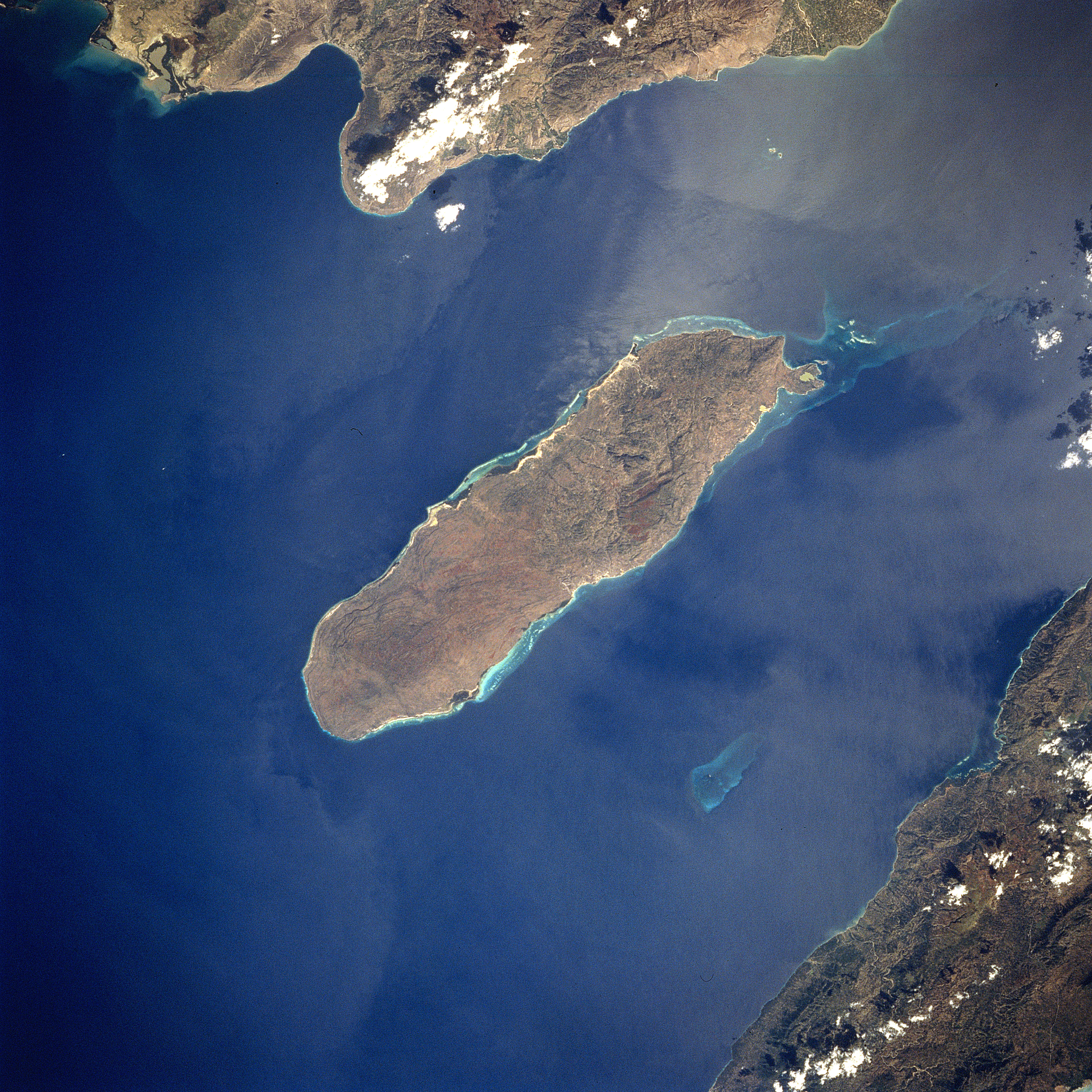
La isla de Guanaba, ubicada en el golfo del mismo nombre. El banco de Rochelois apenas se distingue en el canal sur, entre la isla y la península de Tiburón.

Cuando el cónsul informó que lo que había comprado casi no tenía valor, las compañías de seguros de la nave comenzaron una investigación exhaustiva, que pronto reveló la verdad de la carga asegurada en exceso. Parker y los transportistas fueron juzgados por conspiración para cometer fraude de seguros en julio de 1885 en Boston. El capitán fue acusado además de «hundir deliberadamente la nave», un delito conocido como baratería, que en esa época era sancionado con la pena de muerte. El caso de conspiración fue enjuiciado primero, pero el 15 de agosto, el jurado anunció que no pudo llegar a un veredicto. Algunos de los miembros no estaban dispuestos a tomar el riesgo de perjudicar el próximo juicio capital de Parker si lo encontraban culpable por el cargo de conspiración. En lugar de ordenar una costosa repetición del juicio, el juez negoció un acuerdo mediante el cual los acusados retiraron sus reclamaciones de seguros y devolvieron todo lo que habían recibido. El juicio por el cargo de baratería contra Parker fue aplazado y se le permitió salir en libertad; sin embargo, su reputación profesional estaba arruinada y murió en la pobreza tres meses más tarde. Uno de sus coacusados se volvió loco y otro se suicidó. Begg señala que «si el tribunal del hombre no pudo castigar a estos hombres [...] la maldición que había abrumado la nave desde que su primer capitán, Robert McLellan, murió en el viaje inaugural, podría llegar más allá de la acuosa tumba del barco y brindarles su propio terrible castigo».
En agosto de 2001, una expedición encabezada por el arqueólogo marino y escritor Clive Cussler, anunció que había encontrado los restos de un barco incrustado en el arrecife de Rochelois. Solo unos trozos de madera y algunos artefactos metálicos pudieron salvarse; los demás restos se perdieron dentro del coral. Los primeros estudios de la madera indicaron que era del tipo utilizado en los astilleros de Nueva York en la época en la que se reparó al Mary Celeste en 1872, por lo que, aparentemente, se había encontrado su pecio. Sin embargo, pruebas dendrocronológicas realizadas por Scott St George, del Servicio Geológico de Canadá, mostraron que la madera provenía de árboles muy probablemente del estado de Georgia en Estados Unidos, que todavía estaban en crecimiento para 1894, cerca de diez años después del naufragio del Mary Celeste.

## Legado y conmemoraciones
El del Mary Celeste no fue el primer caso conocido del encuentro de un barco abandonado en alta mar en condiciones extrañas. Rupert Gould, oficial naval e investigador de misterios marítimos, enumera varias situaciones semejantes entre 1840 y 1855. Cualquiera que sea la verdad sobre esas historias, es el Mary Celeste el que es recordado; el nombre del barco como tal o con errores como Marie Celeste se fijó en la mente de las personas como sinónimo de un abandono inexplicable.
En octubre de 1955, la motonave MV Joyita, de 70 toneladas, desapareció en el Pacífico Sur mientras viajaba entre Samoa y Tokelau con 25 personas a bordo. El barco fue encontrado un mes más tarde, abandonado y a la deriva al norte de Vanua Levu, a 600 millas (970 kilómetros) de su ruta. Ninguna de las personas a bordo fue vista otra vez y la comisión de investigación no pudo encontrar una explicación. David Wright, el principal historiador de esta materia, calificó el caso como «[...] un clásico misterio marino de las proporciones del Mary Celeste».
La historia del Mary Celeste inspiró dos obras radiofónicas que tuvieron buena recepción en la década de 1930, escritas por L. Du Garde Peach y Tim Healey respectivamente, y una versión teatral de la obra de Peach en 1949. También se publicaron varias novelas, que en general ofrecieron explicaciones naturales más que fantásticas. La productora británica Hammer Film Productions filmó The Mystery of the Mary Celeste en 1935, conocida como Phantom Ship en su versión para el público estadounidense, protagonizada por Bela Lugosi en el papel de un marinero demente. No tuvo éxito comercial, aunque Begg la considera «una pieza de época que bien vale la pena ver». The Ship That Died, un cortometraje de 1938, presenta dramatizaciones de una variedad de teorías para explicar el abandono: motín, temor de explosión a causa de los vapores del alcohol y lo sobrenatural. El 24 de enero de 1980, un episodio de la serie de televisión de investigación paranormal En busca de... se centró en el misterio. En noviembre de 2007, el Smithsonian Channel proyectó el documental The True Story of the Mary Celeste, que investiga muchos aspectos del caso sin ofrecer ninguna solución definitiva.
En la isla de Spencer, el Mary Celeste y su tripulación perdida son recordados con un monumento a su memoria en el sitio de la construcción del bergantín, y un cine al aire libre construido con la forma de su casco como homenaje. En Gibraltar se emitieron sellos postales conmemorando el incidente en dos ocasiones y en las Maldivas también en dos ocasiones, una de ellas con el nombre de la nave mal escrito como Marie Celeste.